# Serial Experiments Lain (videogioco)
Serial Experiments Lain  (シリアル・エクスペリメンツ・レイン?, Shirialu Ekusuperimentsu Rein) è un videogioco per PlayStation pubblicato il 26 novembre 1998 dalla Pioneer LDC. È ispirato all'anime Serial Experiments Lain.

## Trama
La serie di eventi differisce radicalmente da quella della serie animata. Nel videogioco, Lain parla ad un terapista, un personaggio che non appare affatto nell'anime, mentre la maggior parte dei personaggi dell'anime (come Alice) sono assenti dal gioco. La stessa Lain è praticamente l'unico elemento in comune fra i due prodotti, così come anche il finale della storia è differente: mentre nell'anime Lain rifiuta il Wired, ed uccide Eiri Masami per poter rimanere nel mondo reale, nel videogioco si suicida per fuggire dal Wired, dove viene finalmente raggiunta dal suo psichiatra.

## Modalità di gioco
Serial Experiments Lain è stato disegnato da Chiaki J. Konaka e Yasuyuki Ueda, ed è realizzato come se si trattasse di un "simulatore di rete" nel quale il giocatore può navigare per esplorare la storia di Lain. Gli stessi creatori non hanno definito il titolo "videogioco", ma "Psycho-Stretch-Ware", ed è stato descritto come una specie di graphic novel: il gameplay si limita a sbloccare pezzi di informazioni, e conseguentemente a leggere, vedere o ascoltare le nuove informazioni acquisite.
Come già accaduto con l'anime, l'obiettivo principale del team realizzativo era di lasciare al giocatore "sentire" Lain, e "capire i suoi problemi, ed amarla". Una guida del videogioco intitolata Serial Experiments Lain Official Guide (ISBN 4-07-310083-1) è stata pubblicata contemporaneamente al gioco dalla MediaWorks.